# Tea Tsoeloekiani
Tea Tsoeloekiani (Georgisch: თეა წულუკიანი) (Tbilisi, 21 januari 1975) is een politica uit Georgië. Ze is sinds 2024 lid van het parlement van Georgië namens Georgische Droom en leidt sinds 2025 de Commissie-Tsoeloekiani, die onderzoek doet naar vermeende misdaden van de regering van Verenigde Nationale Beweging (2003-2012) met als doel deze partij te verbieden.
Eerder was Tsoeloekiani in opeenvolgende kabinetten van Georgische Droom minister van justitie (2012-2020), minister van cultuur, sport en jongeren (2021-2024) en tweemaal vice-premier in de periode 2019-2024. Ze was daarmee de langstzittende minister van de partij.

## Biografie
Tea Tsoeloekiani werd in 1975 in Tbilisi geboren, in wat destijds nog de Georgische sovjetrepubliek was. Haar vader was aanklager en rechter. Hij kwam van oorsprong uit een dorp in Mestia, in de noordwest-Georgische streek Svanetië. In 1992 behaalde Tsoeloekiani haar middelbare schooldiploma aan het Ampère Lyceum in de Franse stad Lyon.

### Opleiding en beroepscarrière
Ze vervolgde haar opleiding aan de Faculteit Internationaal Recht en Internationale Betrekkingen van de Staatsuniversiteit van Tbilisi en studeerde hier in 1997 af, waarna een jaar de Academie voor Diplomatie deed van het Georgische ministerie van Buitenlandse Zaken, waar ze tegelijkertijd werkte bij het Centrum voor onderzoek en analyse buitenlands beleid. Ze keerde daarna terug naar Frankrijk en behaalde in 2000 een masterdiploma in Openbaar Bestuur (MPA) van de École nationale d'administration (ENA).
Tsoeloekiani werkte daarna tien jaar als juriste bij het Europees Hof voor de Rechten van de Mens in Straatsburg. Ze was in de tweede helft van haar carrière bij het Hof lid van de commissie voor het reglement van orde en was vanaf 2009 rapporteur over zaken behandeld door een enkelvoudige rechter. In februari 2010 verliet ze het Europees Hof en keerde ze terug naar Georgië, waar ze de politiek in ging.

## Politiek
Tea Tsoeloekiani werd in mei 2010 adviseur mensenrechten voor Irakli Alasania, voormalig VN-ambassadeur en voorzitter van de in 2009 opgerichte liberale oppositiepartij Vrije Democraten. In oktober 2010 werd ze gekozen tot vice-voorzitter van de partij. In deze hoedanigheid onderzocht ze onrecht begaan door de Georgische autoriteiten onder leiding van de Verenigde Nationale Beweging, zoals onwettig gevangenschap, en bracht deze zaken in de openbaarheid. Ze stuurde ook zaken door naar het Europees Hof in Straatsburg.
In februari 2012 gingen de Vrije Democraten en een aantal andere oppositiepartijen een electorale alliantie aan met de pas opgerichte Georgische Droom van oligarch Bidzina Ivanisjvili, om in de parlementsverkiezingen van oktober 2012 de Verenigde Nationale Beweging van president Micheil Saakasjvili te verslaan. In de verkiezingen was Tsoeloekiani zowel kandidaat op de partijlijst als in het enkelvoudige kiesdistrict Nadzaladevi van hoofdstad Tbilisi. Ze won de districtszetel en kwam in het parlement.

### Minister van Justitie

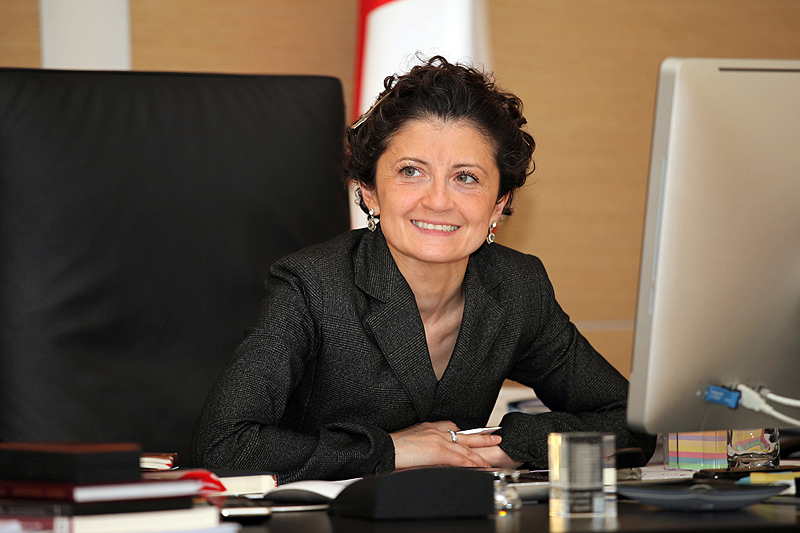
Tsoeloekiani als minister van Justitie (december 2012).

Vier dagen na haar installatie als parlementslid in oktober 2021 werd Tsoeloekiani benoemd tot minister van Justitie in het kabinet van premier Bidzina Ivanisjvili. Ze was een van de drie ministers van de Vrije Democraten, naast partijleider Alasania (defensie en vice premier) en Alex Petriasjvili (Europese en Euro-Atlantische integratie). In november 2014 trokken de Vrije Democraten zich terug uit de coalitie, toen Alasania door Ivanisjvili ontslagen werd na een hoogoplopend conflict over strafrechtelijke vervolging van defensiemedewerkers. In tegenstelling tot haar partijgenoten bleef Tsoeloekiani aan als minister en maakte ze de overstap naar Georgische Droom.
Ondanks verschillende kabinetswisselingen bleef ze minister van justitie, tot 1 oktober 2020 toen ze ontslag nam. Ze was daarmee de langst zittende minister van Georgische Droom. Ze nam ontslag nadat ze op de vier plaats van de kandidatenlijst van de partij werd gezet voor de verkiezingen van oktober 2020. De Georgische verkiezingsregels bepalen dat kabinetsleden dan ontslag moeten nemen. In september 2019 was ze nog door premier Giorgi Gacharia benoemd tot zijn vice-premier.
Tsoeloekiani wordt als minister van justitie verantwoordelijk gehouden voor het ontmantelen van de onafhankelijke rechterlijke macht en het afdwingen van politieke loyaliteit van de rechtbanken en in de rechtspraak. Gedurende haar ambtstermijn onderging het rechtssysteem in Georgië vier hervormingsgolven en een aantal wetswijzigingen, die als oppervlakkig worden omschreven en de systemische problemen niet oplosten, maar deze verhulden in een "denkbeeldige sluier van procedurele nauwgezetheid en transparantie".

### Minister van Cultuur

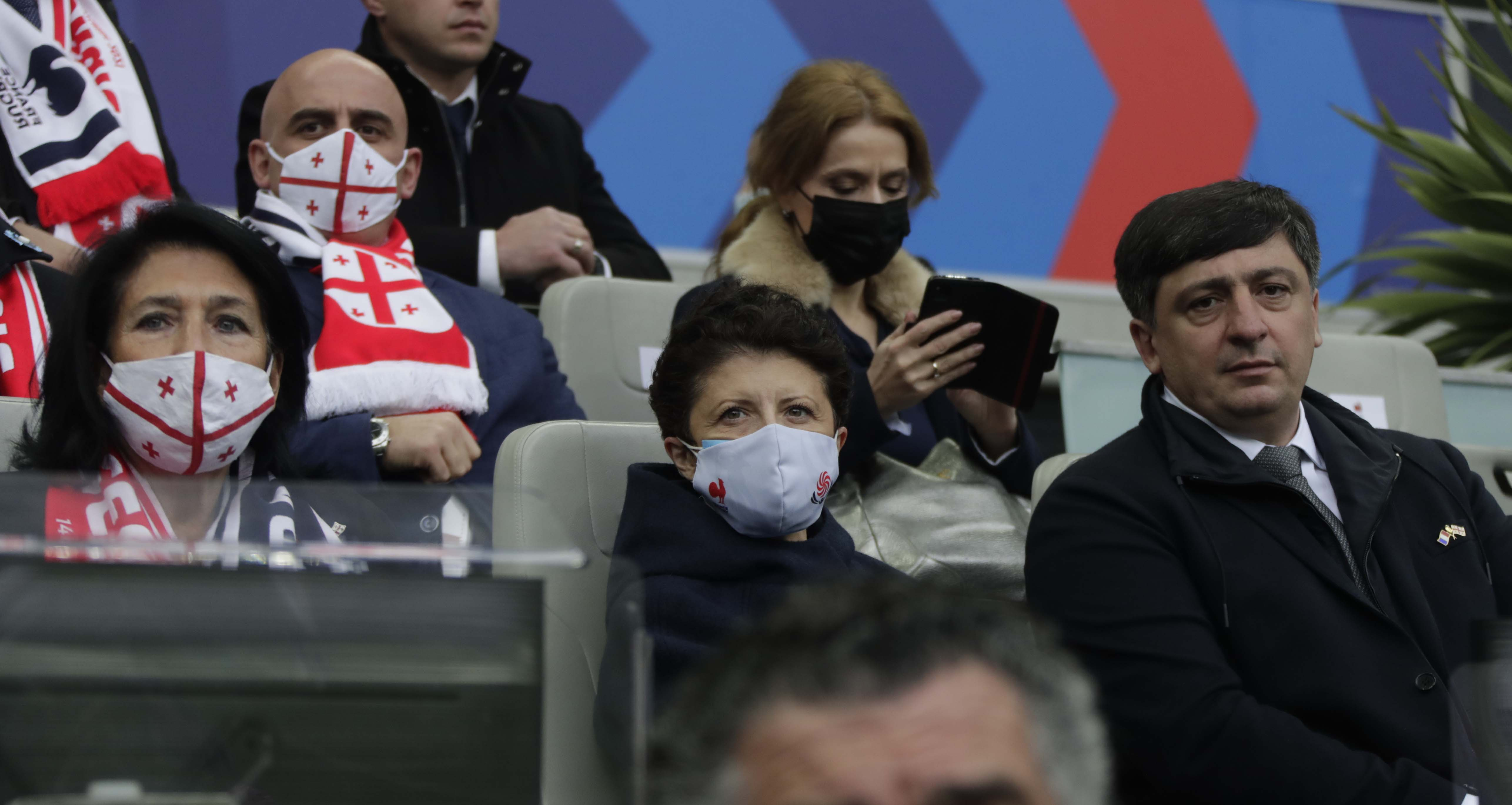
Tsoeloekiani in 2021 met president Salome Zoerabisjvili (l) en het hoofd van de Georgische rugbyfederatie (r).

Tsoeloekiani werd in oktober 2020 in het parlement gekozen en werd op 21 november geïnstalleerd. Ze begon op 22 maart 2021 als minister van cultuur, sport en jongeren in het nieuwe kabinet van premier Irakli Garibasjvili. Op 12 juli 2021 werd ze daarnaast benoemd tot vice-premier. Het zwaartepunt van haar ministerschap lag bij cultuur, waar ze net als eerder bij justitie politieke loyaliteit doorvoerde, de sector zuiverde van regeringskritische geluiden en institutionele autonomie afbrak. De sector liet dit niet geruisloos passeren en protesteerde geregeld. Haar ingrepen in de cultuursector bleven niet onopgemerkt in het Europees Parlement, dat stevige kritiek uitte en Tsoeloekiani's beleid in een bredere context plaatste van democratische erosie in Georgië.

### Commissie-Tsoeloekiani
Op 26 september 2024 trad Tsoeloekiani af als minister om zich kandidaat te stellen voor de Georgische Droom in de verkiezingen van oktober 2024. De verkiezingsuitslag werd betwist door internationale waarnemers en de oppositie, die het parlement vervolgens boycotte. Tsoeloekiani werd op 25 november 2024 geïnstalleerd als lid van het parlement en werd derde vice-voorzitter. In februari 2025 werd Tsoeloekiani voorzitter van de parlementaire onderzoekscommissie die onderzoek verrichtte naar de vermeende misdaden van de vorige regering van de Verenigde Nationale Beweging in 2003-2012 als voorbereiding op een verbod op deze partij en haar zogenaamde satellietpartijen.
Oppositieleiders die weigerden op te komen dagen voor de commissie, liet ze strafrechtelijk vervolgen, met gevangenisstraf als gevolg. Hieronder bevonden zich onder andere Zoerab Dzjaparidze, Giorgi Vasjadze en Nika Melia. Ook Giorgi Gacharia, de dissidente premier van Georgische Droom waaronder Tsoeloekiani twee jaar diende, was mikpunt van haar commissie.
Tijdens een tussentijdse rapportage aan het parlement gaf Tsoeloekiani haar kijk op de Verenigde Nationale Beweging: "[ze] kwam aan de macht als gevolg van gebeurtenissen die ten onrechte een revolutie werden genoemd – we onderzoeken dit, en hoogstwaarschijnlijk zullen we zeggen dat dit geen fluwelen revolutie was. Het was een staatsgreep, verpakt in de vorm van een fluwelen revolutie. Een schadelijke macht kwam aan de macht, en wel door middel van een staatsgreep en gemanipuleerde verkiezingen [van 2004]. Dit zal duidelijk worden aangetoond in de inleiding, ondersteund door documenten."

## Sancties
Tea Tsoeloekiani staat sinds december 2024 samen met tientallen partijgenoten op sanctielijsten van Estland, Litouwen, Letland en Oekraïne, vanwege het ondermijnen van de Georgische democratie en het schenden van de mensenrechten.

## Persoonlijk
Tsoeloekiani is getrouwd en heeft een kind.